# Медик (жіночий футбольний клуб, Моршин)
ЖФК «Медик» — український жіночий футбольний клуб з Моршина, заснований у 2009 році. Бере участь у змагання першої ліги чемпіонату України з футболу серед жінок. Чемпіон першої ліги 2013 року.

## Історія клубу
Жіночий футбольний клуб «Медик» бере свій початок від літа 2009 року, коли екс-футболіст стрийської «Скали» Ігор Швець зібрав дівчат віком 13-15 років, що виказували інтерес до занять футболом. За допомогою лікаря-психолога Уляни Вайди йому вдалося протягом чотирьох років створити на базі дівчачого спортивного гуртка футбольний клуб, що у 2013 році став учасником першого після 20-річної перерви чемпіонату першої ліги. У дебютному для себе сезоні моршинські футболістки виявилися найсильнішими серед 10 команд, перегравши у вирішальному матчі фаворита фінального поєдинку «Ятрань-Базис-Уманьферммаш» з рахунком 4:2. Перемогу футболісткам «Медика» вдалося вирвати вже у додатковий час завдяки двом влучним ударам Надії Чайки. Окрім того, моршинська команда дійшла до півфіналу Кубка України, де поступилася чернігівській «Легенді-ШВСМ», та здобула «золото» чемпіонату Львівщини.
Наступний рік ЖФК «Медик» мав розпочинати серед когорти найсильніших жіночих клубів України, однак через складну фінансову ситуацію в клубі керівництво ухвалило рішення продовжити виступи у першій лізі, де команда, зрештою, виступила також вкрай невдало, посівши останнє місце у своїй підгрупі.

## Досягнення
- Чемпіон першої ліги чемпіонату України (1): 2013

## Статистика виступів
| Сезон | Дивізіон   | Місце | І  | В | Н | П | ГЗ | ГП | О  | Кубок України | Примітки                                      |
| ----- | ---------- | ----- | -- | - | - | - | -- | -- | -- | ------------- | --------------------------------------------- |
| 2013  | Перша ліга |       | 10 | 8 | 0 | 2 | 25 | 15 | 24 | 1/2 фіналу    | Відмовилися від участі у змаганнях вищої ліги |
| 2014  | Перша ліга | 7-8   | 6  | 1 | 0 | 5 | 4  | 10 | 3  |               |                                               |